# 상내백초등학교
상내백초등학교는 대한민국 경상남도 함양군 수동면 하교내백로 724 (내백리)에 있었던 초등학교이다.

## 연혁
- 1946년 9월 1일 수동국민학교 상내백분교장으로 개교
- 1948년 5월 16일 상내백국민학교 설립 인가
- 1994년 3월 1일 중생분교장 본교로 통합
- 1996년 3월 1일 상내백초등학교로 교명 변경
- 1999년 2월 20일 제48회 졸업식(총 졸업생수 1,408명)
- 1999년 9월 1일 수동초등학교에 통합